# Сергино (Удмуртия)
Сергино — село в Балезинском районе Удмуртии. Входит в сельское поселение Сергинское.

## География
Через село протекает река Кама. В селе имеется средняя общеобразовательная школа, фельдшерского-акушерский пункт, Дом Культуры, детский сад. До районного центра Балезино 78 км. До республиканского центра Ижевск 220 км.

## Население
| 2010 | 2012 | 2014 |
| ---- | ---- | ---- |
| 442  | ↘429 | ↘413 |